# Monte Behling
Il Monte Behling (in lingua inglese: Mount Behling) è una montagna antartica per lo più sempre coperta di ghiaccio e caratterizzata dalla cima piatta, alta 2.190 m. È situato tra il Ghiacciaio Steagall e il Ghiacciaio Whitney, 9 km a nord del Monte Ellsworth, nei Monti della Regina Maud, in Antartide. 
Fu mappato per la prima volta dalla spedizione dell'esploratore polare statunitense Byrd sulla base di ispezioni in loco e foto aeree scattate nel periodo 1928-30.
La denominazione è stata assegnata dall'Advisory Committee on Antarctic Names (US-ACAN) in onore di Robert E. Behling, glaciologo dell'United States Antarctic Research Program (USARP) che faceva parte della South Pole—Queen Maud Land Traverse II, nell'estate del 1965-66.